# Liebe ist für alle da Tour
Tournées par Rammstein
Reise, Reise Tour
(2004-2005) Made in Germany 1995–2011
(2011-2013)
Liebe ist für alle da Tour, ou LIFAD Tour, est la tournée de promotion de l'album Liebe ist für alle da du groupe de metal industriel allemand Rammstein. Elle débute le 8 novembre 2009 à Lisbonne au Portugal et se termine le 31 mai 2011 à Monterrey au Mexique.

## Setlist
Le setlist a varié selon les concerts ; par exemple, pour certains concerts allemands, Ich tu dir weh a été supprimée un temps à cause de la censure ayant touché les paroles explicites de la chanson. Elle a été remplacée provisoirement par Asche zu Asche et a ensuite été réintégrée à sa place, la censure ayant été levée le 31 mai 2010. Le programme des concerts des festivals est le même que celui des concerts européens, à l'exception de Engel, qui a été retirée. Le programme des concerts d'Amérique du sud est différent, avec l'apparition d'un titre inédit en live : Te Quiero Puta! et le retour de la chanson Mein Teil qui n'avait plus été jouée depuis le Reise, Reise Tour. Pour les concerts du festival Big Day Out 2011, la setlist a été réduite à 13 titres.
| Europe et Amérique du Nord | Big Day Out 2011 |
| --- | --- |
| - Rammlied - B******** - Waidmanns Heil - Keine Lust - Weißes Fleisch - Feuer frei! - Wiener Blut - Fruhling in Paris - Ich tu dir weh (ou Rein raus ou Asche zu Asche sur certains concerts en Allemagne et Danemark) - Liebe ist für alle da (finalement remplacé par Du riechst so gut) - Benzin - Links 2 3 4 - Du hast - Pussy Premier rappel - Sonne - Haifisch - Ich will Deuxième rappel - Engel - Amerika (en Amérique du Sud : introduction de Ich tu dir weh puis Te Quiero Puta!) | - Rammlied - Waidmanns Heil - Keine Lust - Feuer frei - Wiener Blut - Links 2-3-4 - Benzin - Ich Tu Dir Weh (Mein Teil à Auckland) - Du riechst so gut - Du hast - Sonne - Ich will - Pussy |

## Dates
| Date                              | Ville                 | Pays             | Lieu                                               |
| --------------------------------- | --------------------- | ---------------- | -------------------------------------------------- |
| Europe, première partie           |                       |                  |                                                    |
| 8 novembre 2009                   | Lisbonne              | Portugal         | Pavilhão Atlântico                                 |
| 10 novembre 2009                  | Madrid                | Espagne          | Palais des sports                                  |
| 12 novembre 2009                  | Barcelone             | Espagne          | Palau Municipal d'Esports de Badalona              |
| 14 novembre 2009                  | Bilbao                | Espagne          | Bizkaia Arena                                      |
| 16 novembre 2009                  | Nantes                | France           | Zénith                                             |
| 18 novembre 2009                  | Bâle                  | Suisse           | Halle Saint-Jacques                                |
| 19 novembre 2009                  | Genève                | Suisse           | SEG Geneva Arena (en)                              |
| 21 novembre 2009                  | Vienne                | Autriche         | Wiener Stadthalle                                  |
| 23 novembre 2009                  | Munich                | Allemagne        | Olympiahalle                                       |
| 24 novembre 2009                  | Leipzig               | Allemagne        | Arena Leipzig                                      |
| 25 novembre 2009                  | Prague                | Tchéquie         | O2 Arena                                           |
| 27 novembre 2009                  | Katowice              | Pologne          | Spodek                                             |
| 29 novembre 2009                  | Cologne               | Allemagne        | Lanxess Arena                                      |
| 2 décembre 2009                   | Lyon                  | France           | Halle Tony-Garnier                                 |
| 3 décembre 2009                   | Strasbourg            | France           | Zénith Strasbourg Europe                           |
| 6 décembre 2009                   | Arnhem                | Pays-Bas         | Gelredome                                          |
| 8 décembre 2009                   | Paris                 | France           | Palais omnisports de Paris-Bercy                   |
| 10 décembre 2009                  | Anvers                | Belgique         | Palais des sports                                  |
| 11 décembre 2009                  | Francfort-sur-le-Main | Allemagne        | Festhalle                                          |
| 12 décembre 2009                  | Stuttgart             | Allemagne        | Hanns-Martin-Schleyer-Halle                        |
| 14 décembre 2009                  | Hambourg              | Allemagne        | Color Line Arena                                   |
| 15 décembre 2009                  | Copenhague            | Danemark         | Forum Copenhagen                                   |
| 17 décembre 2009                  | Rostock               | Allemagne        | HanseMesse                                         |
| 18 décembre 2009                  | Berlin                | Allemagne        | Velodrom                                           |
| 19 décembre 2009                  | Berlin                | Allemagne        | Velodrom                                           |
| 20 décembre 2009                  | Berlin                | Allemagne        | Velodrom                                           |
| 21 décembre 2009                  | Berlin                | Allemagne        | Velodrom                                           |
| Europe, deuxième partie           |                       |                  |                                                    |
| 31 janvier 2010                   | Esch-sur-Alzette      | Luxembourg       | Rockhal                                            |
| 2 février 2010                    | Manchester            | Royaume-Uni      | Manchester Evening News Arena                      |
| 3 février 2010                    | Birmingham            | Royaume-Uni      | LG Arena                                           |
| 4 février 2010                    | Londres               | Royaume-Uni      | Wembley Arena                                      |
| 6 février 2010                    | Dortmund              | Allemagne        | Westfalenhallen                                    |
| 7 février 2010                    | Dortmund              | Allemagne        | Westfalenhallen                                    |
| 8 février 2010                    | Mannheim              | Allemagne        | Maimarkthalle                                      |
| 10 février 2010                   | Chemnitz              | Allemagne        | Chemnitz Arena                                     |
| 11 février 2010                   | Dresde                | Allemagne        | Messehalle Dresden                                 |
| 12 février 2010                   | Dresde                | Allemagne        | Messehalle Dresden                                 |
| 14 février 2010                   | Erfurt                | Allemagne        | Messe Erfurt (en)                                  |
| 15 février 2010                   | Kiel                  | Allemagne        | Sparkassen-Arena                                   |
| 16 février 2010                   | Malmö                 | Suède            | Malmö Arena                                        |
| 18 février 2010                   | Oslo                  | Norvège          | Vallhall Arena                                     |
| 20 février 2010                   | Stockholm             | Suède            | Ericsson Globe                                     |
| 22 février 2010                   | Helsinki              | Finlande         | Hartwall Arena                                     |
| 24 février 2010                   | Tallinn               | Estonie          | Saku Suurhall                                      |
| 26 février 2010                   | Saint-Pétersbourg     | Russie           | Complexe sportif et scénique pétersbourgeois       |
| 28 février 2010                   | Moscou                | Russie           | Olimpiisky Indoor Arena                            |
| 1er mars 2010                     | Moscou                | Russie           | Olimpiisky Indoor Arena                            |
| 4 mars 2010                       | Riga                  | Lettonie         | Riga Arena                                         |
| 5 mars 2010                       | Vilnius               | Lituanie         | Siemens Arena                                      |
| 7 mars 2010                       | Minsk                 | Biélorussie      | Minsk-Arena                                        |
| 9 mars 2010                       | Kiev                  | Ukraine          | Centre d'exposition international                  |
| 12 mars 2010                      | Łódź                  | Pologne          | Atlas Arena                                        |
| 13 mars 2010                      | Ostrava               | Tchéquie         | ČEZ Aréna                                          |
| 16 mars 2010                      | Budapest              | Hongrie          | Papp László Budapest Sportaréna                    |
| 18 mars 2010                      | Zagreb                | Croatie          | Arena Zagreb                                       |
| 20 mars 2010                      | Belgrade              | Serbie           | Belgrade Arena                                     |
| Europe, troisième partie          |                       |                  |                                                    |
| 21 mai 2010                       | Berlin                | Allemagne        | Kindl-Bühne Wuhlheide (en)                         |
| 22 mai 2010                       | Berlin                | Allemagne        | Kindl-Bühne Wuhlheide (en)                         |
| 24 mai 2010                       | Berlin                | Allemagne        | Kindl-Bühne Wuhlheide (en)                         |
| Festivals                         |                       |                  |                                                    |
| 28 mai 2010                       | Landgraaf             | Pays-Bas         | Pinkpop                                            |
| 30 mai 2010                       | Lisbonne              | Portugal         | Rock in Rio                                        |
| 2 juin 2010                       | Copenhague            | Danemark         | Copenhagen Live!Festival                           |
| 3 juin 2010                       | Skive                 | Danemark         | Skive Festival                                     |
| 4 juin 2010                       | Nürburg               | Allemagne        | Rock am Ring                                       |
| 6 juin 2010                       | Nuremberg             | Allemagne        | Rock im Park                                       |
| 11 juin 2010                      | Nickelsdorf           | Autriche         | Nova Rock Festival                                 |
| 13 juin 2010                      | Interlaken            | Suisse           | Greenfield Festival                                |
| 15 juin 2010                      | Bergen                | Norvège          | Koengen (en)                                       |
| 18 juin 2010                      | Göteborg              | Suède            | Metaltown Festival                                 |
| 20 juin 2010                      | Seinäjoki             | Finlande         | Provinssirock (en)                                 |
| 23 juin 2010                      | Sofia                 | Bulgarie         | Sonisphere Festival (Stade national Vassil-Levski) |
| 25 juin 2010                      | Istanbul              | Turquie          | Sonisphere Festival (Stade İnönü)                  |
| 27 juin 2010                      | Bucarest              | Roumanie         | Sonisphere Festival (Romexpo (en))                 |
| 28 juin 2010                      | Athènes               | Grèce            | Terra Vibe Park (en)                               |
| 1er juillet 2010                  | Vérone                | Italie           | Castello di Villafranca                            |
| 4 juillet 2010                    | Arras                 | France           | Main Square Festival                               |
| 8 juillet 2010                    | Bilbao                | Espagne          | Kobeta Sonic Festival                              |
| 10 juillet 2010                   | Madrid                | Espagne          | Sonisphere Festival (Getafe Open Air)              |
| 18 juillet 2010                   | Québec                | Canada           | Festival d'été de Québec                           |
| 31 juillet 2010                   | Knebworth             | Royaume-Uni      | Sonisphere Festival (Knebworth House)              |
| Amérique du Sud                   |                       |                  |                                                    |
| 25 novembre 2010                  | La Florida            | Chili            | Estadio Bicentenario                               |
| 27 novembre 2010                  | Avellaneda            | Argentine        | Stade Président Juan Domingo Perón                 |
| 30 novembre 2010                  | São Paulo             | Brésil           | Via Funchal (en)                                   |
| 1er décembre 2010                 | São Paulo             | Brésil           | Via Funchal (en)                                   |
| 3 décembre 2010                   | Sopó                  | Colombie         | C.E.C.                                             |
| Amérique du Nord, première partie |                       |                  |                                                    |
| 6 décembre 2010                   | Mexico                | Mexique          | Palais des sports                                  |
| 7 décembre 2010                   | Mexico                | Mexique          | Palais des sports                                  |
| 9 décembre 2010                   | Montréal              | Canada           | Centre Bell                                        |
| 11 décembre 2010                  | New York              | États-Unis       | Madison Square Garden                              |
| Océanie                           |                       |                  |                                                    |
| 21 janvier 2011                   | Auckland              | Nouvelle-Zélande | Big Day Out                                        |
| 23 janvier 2011                   | Gold Coast            | Australie        | Big Day Out                                        |
| 26 janvier 2011                   | Sydney                | Australie        | Big Day Out                                        |
| 30 janvier 2011                   | Melbourne             | Australie        | Big Day Out                                        |
| 4 février 2011                    | Adélaïde              | Australie        | Big Day Out                                        |
| 6 février 2011                    | Perth                 | Australie        | Big Day Out                                        |
| Afrique                           |                       |                  |                                                    |
| 9 février 2011                    | Le Cap                | Afrique du Sud   | Grand West Casino                                  |
| 11 février 2011                   | Johannesbourg         | Afrique du Sud   | Coca-Cola Dome                                     |
| Amérique du Nord, deuxième partie |                       |                  |                                                    |
| 5 mai 2011                        | East Rutherford       | États-Unis       | Izod Center                                        |
| 7 mai 2011                        | Montréal              | Canada           | Centre Bell                                        |
| 8 mai 2011                        | Toronto               | Canada           | Air Canada Center                                  |
| 10 mai 2011                       | Rosemont              | États-Unis       | Allstate Arena                                     |
| 13 mai 2011                       | Edmonton              | Canada           | Rexall Place                                       |
| 15 mai 2011                       | Tacoma                | États-Unis       | Tacoma Dome                                        |
| 18 mai 2011                       | Oakland               | États-Unis       | Oracle Arena                                       |
| 20 mai 2011                       | Inglewood             | États-Unis       | The Forum                                          |
| 21 mai 2011                       | Paradise              | États-Unis       | Thomas & Mack Center                               |
| 26 mai 2011                       | Mexico                | Mexique          | Palais des sports                                  |
| 27 mai 2011                       | Mexico                | Mexique          | Palais des sports                                  |
| 29 mai 2011                       | Guadalajara           | Mexique          | Arena VFG (en)                                     |
| 31 mai 2011                       | Monterrey             | Mexique          | Auditorio Citibanamex (en)                         |